# Гусак Віктор Григорович
Віктор Григорович Гусак (нар. 2 червня 1978, місто Черкаси?) — український діяч, заступник голови Черкаської обласної державної адміністрації. Т.в.о. голови Черкаської обласної державної адміністрації з 29 грудня 2020 року по 29 січня 2021 року.

## Життєпис
Освіта вища.
Працював у Державній казначейській службі та був заступником директора департаменту фінансів Черкаської обласної державної адміністрації.
До жовтня 2020 року — заступник начальника Головного управління Державної податкової служби у Черкаській області.
З жовтня 2020 року — заступник голови Черкаської обласної державної адміністрації.
З 29 грудня 2020 по 29 січня 2021 року — тимчасовий виконувач обов'язків голови Черкаської обласної державної адміністрації.